# Tiara (Altertum)

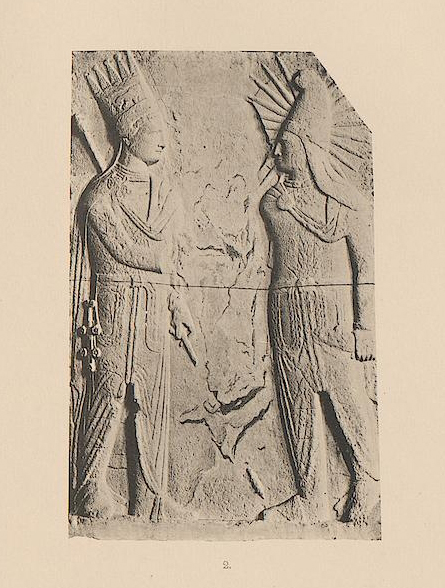
Dexiosisrelief vom Nemrut Dağı, links Antiochos mit armenischer Tiara, rechts Apollon-Mithras mit persischer Tiara

Die Tiara (altgriechisch τιάρα) war im Altertum eine Kopfbedeckung, die zur typischen Bekleidung der Herrscher in orientalischen Staaten gehörte, darunter im Perserreich und Achämenidenreich, aber auch beim Militär und vom Volk getragen wurde. Die Bezeichnung Tiara ist die griechische Umschrift eines wohl persischen Namens.

## Aufbau und Aussehen
Die Tiara ist wahrscheinlich medischen Ursprungs und ähnelt der phrygischen Mütze. Es ist eine hohe, konische Mütze, oben rund oder spitz endend, wohl meist aus Filz oder Fell, mit Klappen an den Ohren und im Nacken, die herabhängend, aber auch hochgebunden getragen werden konnte. Die Seitenklappen konnten auch unter dem Kinn oder dem Bart zusammengebunden werden, ebenso bestand die Möglichkeit, sie zum Schutz über Mund und Nase zusammenzubinden. Auf achämenidischen Abbildungen sind Priester bei Ritualen mit derartigem Mundschutz zu sehen, vielleicht um heilige Gegenstände vor menschlichem Atem zu schützen.
Nach Herodot durfte die Mütze einzig vom König aufrecht stehend getragen werden, alle anderen, einschließlich Satrapen und hohen Militärs, trugen die Spitze nach vorn geklappt. Der obere Teil war oft verziert, als Ornamente kamen beispielsweise Myrtenzweige oder Eichenlaub infrage, auch einfache Scheiben- oder Sternmuster waren üblich. Um die Stirn über der Tiara trug der Herrscher oft ein Diadem, das im Nacken zusammengebunden war.

## Varianten
Die persische Tiara und ihre Variationen sind kennzeichnend für die im persischen Ornat dargestellten Personen und Götter im kommagenischen Hierothesion auf dem Nemrut Dağı. John H. Young unterscheidet dort vier Typen der Tiara. Zunächst die von ihm Persian Tiara (persische Tiara) genannte, mit nach vorn geklappter Spitze, die hier von Göttern, aber auch von frühen, achämenidischen Großkönigen getragen wird. (Die Tiara der ersten Arsakidenkönige symbolisierte noch keine Herrschaftsansprüche). Die Pointed Tiara (spitze Tiara) hat eine aufrecht stehende Spitze und zeigt sich bei den späteren persischen Vorfahren des Königs Antiochos. Die Satrapial Tiara (Satrapen-Tiara), deren Spitze flach nach vorn bis über das Diadem herabhängt, kommt ebenfalls bei späteren Ahnen des Königs vor. Die Armenian Tiara (armenische Tiara) trägt in Kommagene einzig der König Antiochos selbst. Bei dieser Art sind seitliche und hintere Klappen unter dem Diadem hochgebunden, sie endet oben kronenartig in fünf Spitzen und ist mit Löwen, Blitzbündeln, Eichenlaub oder anderen floralen Mustern verziert. Diese letzte Art ist auch von Münzen und als Kopfbedeckung des armenischen Königs Tigranes I. und einiger seiner Nachfahren bekannt.
In einigen Veröffentlichungen wird Tiara auch als Bezeichnung für die persische Krone Kidaris, auch Kitaris, oder für die der phrygischen Mütze ähnliche Kopfbedeckung Pileus des Mithras benutzt.

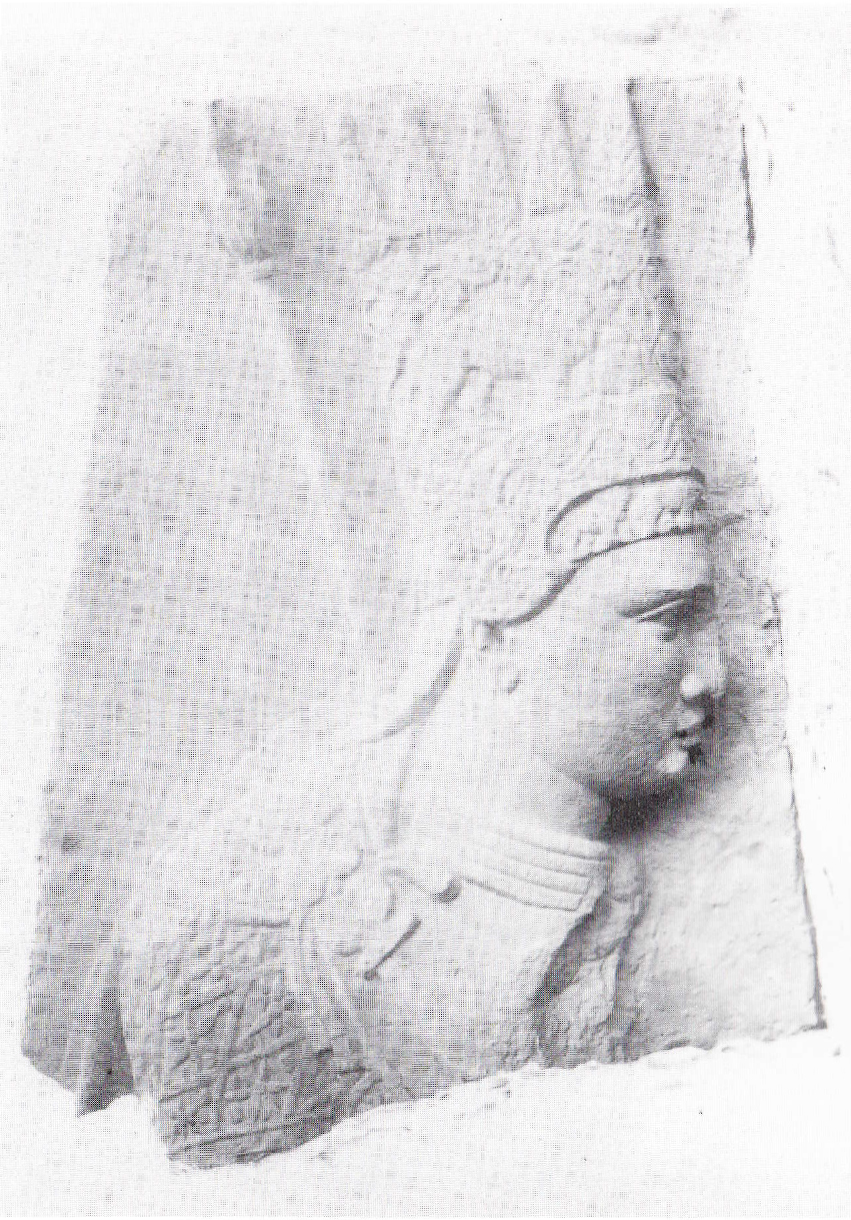
Antiochos mit löwengeschmückter armenischer Tiara
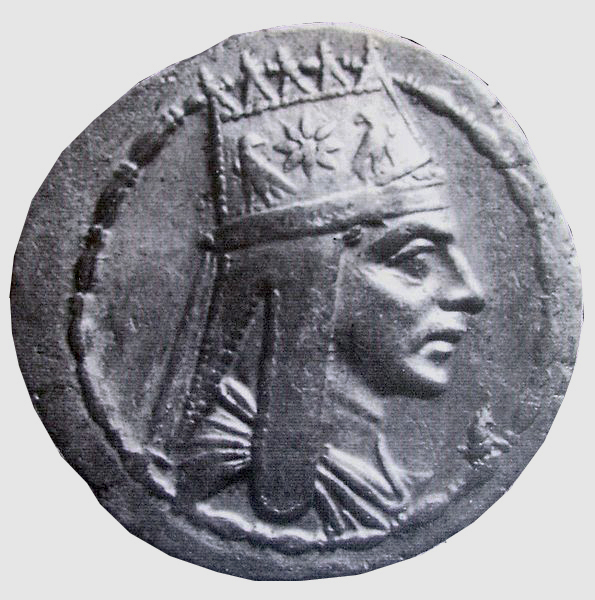
Tigranes II. mit adlergeschmückter armenischer Tiara
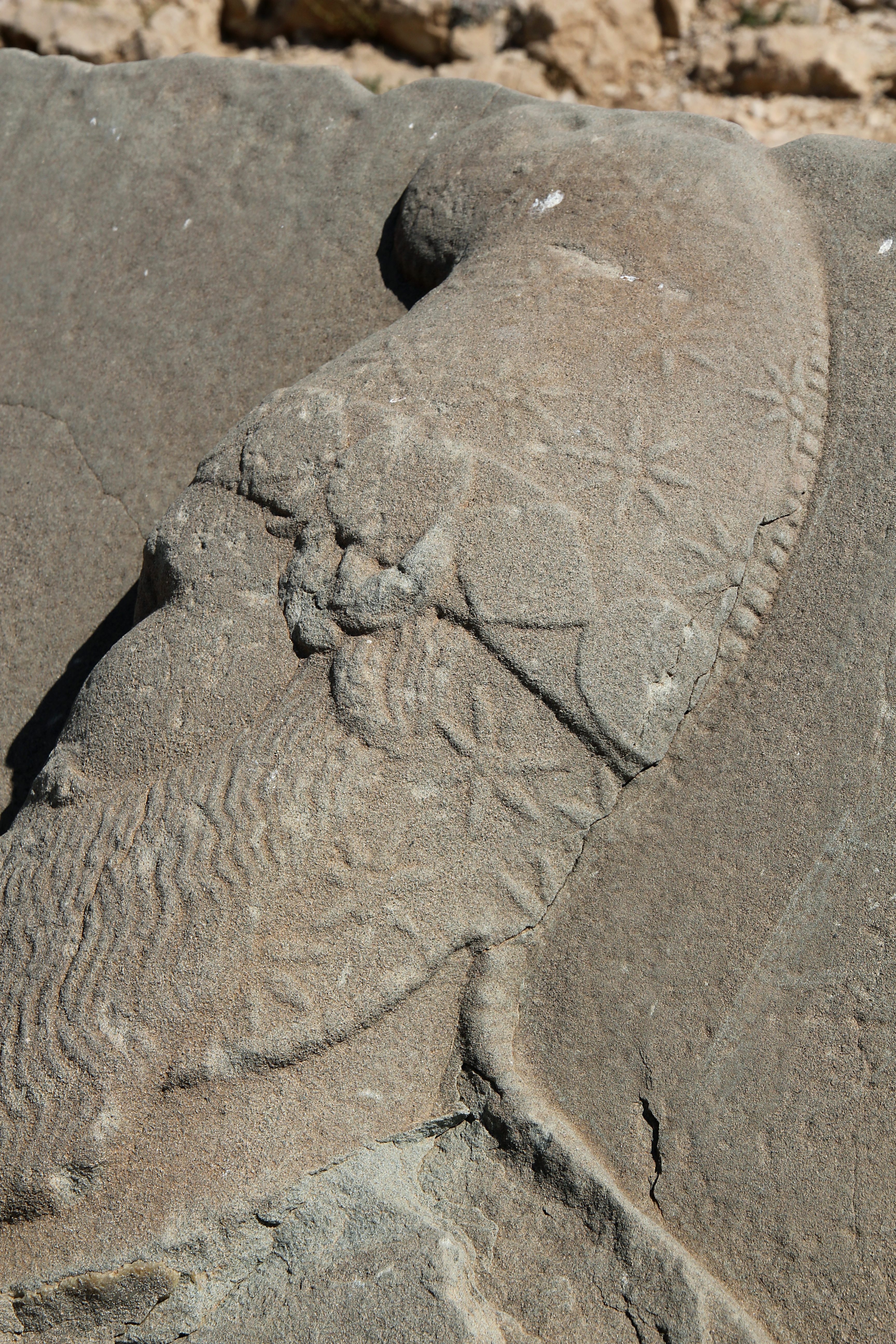
Xerxes I. mit sterngeschmückter Tiara auf dem Nemrut Dağı
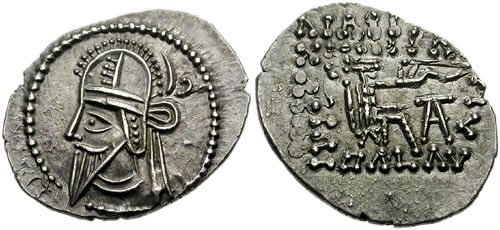
Der parthische König Vologaeses VI. mit Tiara